# Internationale Gesellschaft für Pränatale und Perinatale Psychologie und Medizin
Die Internationale Gesellschaft für Pränatale und Perinatale Psychologie und Medizin (International Society for prenatal and perinatal psychology and medicine, ISPPM; früher: Internationale Gesellschaft für prä- und perinatale Psychologie und Medizin) ist eine in Deutschland ansässige internationale Fachgesellschaft, die sich mit der Bedeutung der kindlichen Erfahrungswelt vor, während und unmittelbar nach der Geburt für dessen künftige psychosoziale Entwicklung beschäftigt.

## Geschichte
Die Gründung erfolgte am 26. Juli 1971 in Wien auf Initiative des Schweizer Psychologen und Psychoanalytikers Gustav Hans Graber (1893–1982) als Internationale Studiengemeinschaft für Pränatale Psychologie (ISPP). Ausgehend von psychoanalytisch orientierten Denkmodellen einer Pränatalen Psychologie (Graber, Igor A. Caruso, Kruse), wurden die theoretischen und methodologischen Konzepte durch Einbeziehung der Entwicklungspsychologie (Schindler) und Embryologie (Blechschmidt) impulsgebend weiterentwickelt. Die Psychoneuroendokrinologie von Schwangerschaft und Geburt (Fedor-Freybergh) erwies sich als entscheidendes Bindeglied zwischen Psychologie und Medizin, wodurch auch Gynäkologen, Neonatologen, Kinderärzte und Endokrinologen sich verstärkt der ISPP zuwandten.
Im Zusammenhang mit der Ausarbeitung primär-präventiver Konzepte öffnete sich die ISPP auch gegenüber den anwendungsbezogenen Berufsgruppen, hier vor allem den Hebammen und Geburtsvorbereiterinnen, den Sozialpädagogen, Sonderpädagogen und Erwachsenenbildnern. Diese Entwicklung führte auch zu der 1986 beschlossenen Erweiterung des Namens: Internationale Studiengemeinschaft für Prä- und Perinatale Psychologie und Medizin (ISPPM). Im Jahr 2010 wurde der Sitz der Gesellschaft nach Deutschland verlegt und in einen modern strukturierten international wirksamen Verein nach deutschem Recht umgewandelt. Als Ausdruck der gewachsenen Internationalität erfolgte die Umbenennung in den englischsprachigen Namen.

## Ziele und Aufgaben der internationalen Fachgesellschaft
Die ISPPM ist eine interprofessionelle Fachgesellschaft, in der Psychotherapeuten, Psychologen, Ärzte, Hebammen, Soziologen, Körpertherapeuten und andere Berufsgruppen auf der Grundlage wissenschaftlicher Methoden in Forschung, Praxis und Lehre zusammenwirken. 
In der ISPPM treffen Menschen zusammen, die sich der Prägsamkeit und Verletzlichkeit des Menschen insbesondere von der Zeit vor der Zeugung  bis zur frühen  nachgeburtlichen Lebensphase und frühen Kindheit bewusst sind. Darum befasst sich die ISPPM mit der besonderen Bedeutung einer achtsamen Vorbereitung auf das Kind sowie einer Schwangerschafts- und Geburtskultur national und international, wie sie sich in Jahrhunderten im interkulturellen, kulturhistorischen und wissenschaftlichen Kontext entwickelt hat.
Die Mitglieder der ISPPM stellen sich der Herausforderung, das Wissen um die frühen Prägefaktoren für die menschlichen Nachkommen in die Gesellschaft hineinzutragen, indem sie
- auf Erfahrungswissen und therapeutische Praxis bezogene Forschung der Pränatalpsychologie, Geburtswissenschaften, Pränatalmedizin und verwandte Gebiete hinweisen und diese würdigen,
- Forschungswissen verbreiten helfen aus den Gebieten Anthropologie, Biologie,  Frauenheilkunde, Geburtshilfe, Geburtsvorbereitung, Genetik, Hebammenkunst, Kinderheilkunde, Neonatologie, Neurobiologie, Pädagogik, Philosophie, prä- und perinatale Medizin, prä- und perinatale Psychotraumatologie, Psychiatrie und Kinderpsychiatrie, Psychologie, Psychoanalyse und Psychotherapie, Psychosomatik und anderen Fächern,
- durch Arbeitstagungen, Symposien und Kongresse den berufsgruppenübergreifenden Dialog fördern und den internationalen Austausch suchen und pflegen,
- den Dialog zu solchen Berufsgruppen suchen und pflegen, die in der Schwangerschaft, bei der Geburtshilfe und in der frühesten Kindheit in besonderer Weise Verantwortung tragen,
- die „Charta der Rechte des Kindes vor, während und nach der Geburt“[1] verbreiten,
- in gesellschaftliche Strukturen hineinwirken, z. B. durch Öffentlichkeitsarbeit, Entwicklung von Curricula und Studiengängen für Schulen, Aus- und Fort- und Weiterbildungen,
- sich mit nationalen und internationalen Entwicklungen in der Geburtshilfe befassen und dazu durch geeignete Mittel Stellung beziehen,
- Offenheit in Bezug auf wissenschaftliche, erfahrungsorientierte und kooperative Interdisziplinarität pflegen,
- ihre internationalen Mitglieder zur Gründung eigenständiger nationaler Organisationen ermutigen,
- Öffentlichkeitsarbeit durch Tagungen und Publikationen, Fachbeiträge, Pressearbeit durch Pressemitteilungen, Interviews und Berichte in Fachzeitschriften oder anderen Medien betreiben.

## Aktuelle Arbeitsschwerpunkte
- prä- und perinatale Psychotraumatologie: Erforschung der Auswirkungen traumatischer Erfahrungen während der Schwangerschaft, während und unmittelbar nach der Geburt auf die psychosoziale Entwicklung des Kindes
- Psychotherapie und Psychosomatik: praktische Anwendung der Erkenntnisse der pränatalen Psychologie im therapeutischen Prozess
- Bindungsanalyse: Die Bindungsanalyse ist eine neue und unvergleichliche Methode zur Harmonisierung und Vertiefung der Beziehung zwischen der Mutter und ihrem Baby. Sie hat ihre Wurzeln in der Psychoanalyse, reicht aber durch die neuen Erkenntnisse der Prä- und Perinatal-Psychologie über das vorgeburtliche Erleben des Babys weit darüber hinaus. Mit ihrer Hilfe kann die seelische und körperliche Entwicklung des Babys während der Schwangerschaft soweit gefördert werden, dass die Geburt ganz natürlich und einer geringeren Komplikationsrate verlaufen kann, also weniger belastend für Mutter und Baby ist. Damit kann späteren psychosomatischen Krankheiten vorgebeugt werden.
- Kulturpsychologie: Einfluss prä- und perinataler Erfahrungswelten im kulturpsychologischen Kontext
- Babytherapie: Behandlung von Folgen traumatischer Schwangerschafts- und Geburtserfahrungen durch körperpsychotherapeutische Methoden
- Aufklärungsarbeit in Schulen und für Eltern: Mehrere Projekte befassen sich mit der Verbreitung pränatalpsychologischen Wissens bei den Schwangeren von morgen.
- Genitifizierung/Epigenetik/Ethik: Die neueren Erkenntnisse der Epigenetik bestätigen wesentliche Thesen der pränatalen Psychologie. Zugleich geben sie Anlass, über den verantwortungsvollen Umgang mit Wissen zu diskutieren.
- Methoden und naturwissenschaftliche Grundlagen: Die ISPPM bezieht alle methodischen Ebenen wissenschaftlicher Denkweisen in ihr Wirken ein.
- beziehungsgeleitete Geburtskultur: Umsetzung der Erkenntnisse der pränatalen Psychologie auf die Schwangerenbetreuung und auf die Geburtshilfe

## Gustav-Graber-Bibliothek
Graber hat eine umfassende Literatursammlung zu Themen der pränatalen Psychologie angelegt, die künftig der wissenschaftlichen Gemeinde zugänglich gemacht wird. Der Standort der Bibliothek steht noch nicht fest.

## Präsidenten
- 1971–1976 Gustav Hans Graber, Bern, Schweiz: Gründung der ISPPM 1971, Schaffung der wissenschaftlichen Grundlagen der pränatalen Psychologie
- 1976–1983 Sepp Schindler, Salzburg, Österreich
- 1983–1992 Peter G. Fedor-Freybergh, Stockholm, Schweden: Bindeglied zwischen Medizin und Psychologie, Formierung der ISPPM zu einer großen internationalen Fachgesellschaft
- 1992–1995 Rudolf Klimek, Krakau, Polen
- 1995–2005 Ludwig Janus, Heidelberg, Deutschland: Sammlung und Strukturierung des Wissensgebietes
- 2005–2010 Rupert Linder, Birkenfeld, Deutschland: Verbindung psychotherapeutischer Denkansätze mit praktischer Begleitung Schwangerer
- 2010–2016 Sven Hildebrandt, Dresden, Deutschland: Paradigmenwechsel in der Geburtshilfe zu einer beziehungsgeleiteten Geburtskultur
- 2016–0000 Paula Diederichs, Berlin, Deutschland

## International Educational Committee
Mit dem International Educational Committee wurde ein international wirksames Organ geschaffen, das die Verbreitung der pränatalen Psychologie in Forschung und Lehre fördert. Mit der Erarbeitung eines Curriculums erfolgt die Aus- und Weiterbildung nach internationalen Standards.

## Fachzeitschrift
Die Gesellschaft gab 1991–2009 im Heidelberger Mattes-Verlag eine deutsch-englische Fachzeitschrift heraus, das International Journal of Prenatal and Perinatal Psychology and Medicine. Seit 2012 veröffentlicht die Gesellschaft Tagungsbände der jährlichen Fachkongresse.